# うらん (作詞家)
うらん（Uran）は、日本の作詞家。POPHOLIC所属。音楽ユニットCooRieのrinoとしても活動。愛媛県新居浜市出身。

## 経歴
音楽講師だった母親の影響を受け、3歳よりピアノを始める。小学1年生の時、「ヤマハJOC作曲コンクール」を通して作曲の楽しさを知る。高校在学中に、テレビで観た弾き語りの映像をきっかけとしてにより作詞作曲を開始。音楽室で友達にオリジナル曲を弾き語りで日々披露。18歳で上京、音楽学校に入学（ピアノ科）。
1999年、KAORU（大久保薫）とURAN（うらん）の男女二人組R&Bユニット「SISTA」として、マキシシングル「Mellow」を発表。
2000年、知念里奈へ作詞提供した楽曲「Just Believe」で作詞家としてデビュー。
2024年2月25日、CooRieのrinoが自身の20周年ライブのタイミングで、作詞家「うらん」として活動してきたことを公表し、SNS上でも明らかにした。

## 楽曲を提供した作品

### テレビアニメ
- 魔法先生ネギま!
- みなみけ

### ゲーム
2007年
- ケータイ少女PC

2017年
- ららマジ

## 作詞提供
2000年
- 知念里奈「Just Believe」（作詞家デビュー曲）[1]

2001年
- AiM「Days -愛情と日常-」※大久保薫と共同作曲

2004年
- 春日美空（板東愛）、鳴滝風香（こやまきみこ）、鳴滝史伽（狩野茉莉）「It's My Life」
- 田村ゆかり「夢見月のアリス」

2005年
- 田村ゆかり「AMBER〜人魚の涙〜」
- 「ハッピー☆マテリアル」

2007年
- 南春香（佐藤利奈）、南夏奈（井上麻里奈）、南千秋（茅原実里）
  - 「経験値上昇中☆」
  - 「カラフルDAYS」
  - 「微笑みサンセット」

2008年
- 榊原ゆい「恋する記憶」
- 南春香（佐藤利奈）、南夏奈（井上麻里奈）、南千秋（茅原実里）/みなみけ3姉妹
  - 「その声が聴きたくて」
  - 「ココロノツバサ」
- 『みなみけ びより』収録曲
  - 「ハルアイ」南春香（佐藤利奈）
  - 「特盛りハッピー」南夏奈（井上麻里奈）
  - 「過度の期待にご用心。」南千秋（茅原実里）
  - 「過度の期待にご用心。もしもチアキが歌ったらVer.」南千秋（茅原実里）
  - 「ミライトラベル」南冬馬（水樹奈々）
- 『春夏秋登場!!』収録曲
  - 「微笑みは春風のように」南春香（佐藤利奈）
  - 「スペシャールサマー」南夏奈（井上麻里奈）
  - 「月夜に愛秋」南千秋（茅原実里）
  - 「メリクリソング☆」南春香（佐藤利奈）、南夏奈（井上麻里奈）、南千秋（茅原実里）

2009年
- 南春香（佐藤利奈）、南夏奈（井上麻里奈）、南千秋（茅原実里）
  - 「経験値速上々↑↑」
  - 「絶対カラフル宣言」
- 『みなみけ きゃらくたーそんぐべすとあるばむ』
  - 「青春グラフィティ」ハルカ（佐藤利奈）、マキ（高木礼子）、アツコ（小野涼子）
  - 「ナンダカンダDE♡」カナ（井上麻里奈）、ケイコ（後藤沙緒里）、リコ（高梁碧）
  - 「ありがとサンキュ」南春香（佐藤利奈）、南夏奈（井上麻里奈）、南千秋（茅原実里）

2011年
- 「YELL〜ホイッスルはその胸に〜」高梨奈緒（喜多村英梨）
- 近衛スバル（井口裕香）、涼月奏（喜多村英梨）、宇佐美マサムネ（伊瀬茉莉也）
  - 「君にご奉仕」
  - 「Wonderful Days」
- 「ソライロ」小鳥遊空（上坂すみれ）
- 「Brilliant Days」小鳥遊美羽（喜多村英梨）
- 「しゃらららるんら」小鳥遊ひな（五十嵐裕美）

2012年
- 「夢の翼」小鳥遊空（上坂すみれ）
- 「Smile Continue」小鳥遊空（上坂すみれ）、小鳥遊美羽（喜多村英梨）、小鳥遊ひな（五十嵐裕美）
- 「ルナルナGO!GO!」ルナフルール（東山奈央）&ルナノアール（佐倉綾音）

2013年
- 南春香（佐藤利奈）、南夏奈（井上麻里奈）、南千秋（茅原実里）
  - 「シアワセ☆ハイテンション↑↑」
  - 「トリプル*アテンション」
  - 「急接近ラッキーDAYS」
  - 「日常カレンダー」
- 『みなみけのみなうた』収録曲
  - 「みなうた」みなみけのみなさん
  - 「Non Stop 全力宣言」南夏奈（井上麻里奈）
  - 「大好きとバカやろう」南千秋（茅原実里）
  - 「爽快Shooting」南冬馬（水樹奈々）
  - 「One two Skipで恋したい♡」内田（喜多村英梨）
  - 「プレーンな毎日」シュウイチ（大原桃子）
  - 「毎日スパイラル」南アキラ（葉山達也）
  - 「男たる歌」南ナツキ（吉野裕行）
  - 「KAIGAN!」速水（千葉紗子）
  - 「幸せリビング」タケル（浅沼晋太郎）
  - 「LOVE TOMA」南ハルオ（川田紳司）
  - 「ノンストップ☆ピース」南春香（佐藤利奈）、南夏奈（井上麻里奈）、南千秋（茅原実里）

2017年
- 「未来Symphony」結城菜々美（水瀬いのり）、ホニャ（渕上舞）、綾瀬凜（大西沙織）、亜里砂・E・B（豊田萌絵）、月島塁（田澤茉純）[5]
- 「Golden Mission」佐咲紗花